# 박영선 (모델)
박영선(朴泳宣, 1968년 7월 9일 ~ )은 대한민국의 전 모델이자 배우이며 본인이 게스트로 출연한  KBS 1TV TV는 사랑을 싣고 (2019년 5월 24일) 메인 MC 김용만의 초등학교(묵동) 후배이기도 하다.

## 학력
- 서울묵동초등학교
- 청량중학교
- 송곡여자고등학교
- 경원전문대학 의상학과 전문학사

## 출연 작품

### 드라마
- 1995년 KBS2 일일연속극 《좋은 남자 좋은 여자》 ... 유정 역
- 1996년 동아TV 일일연속극 《블루스 하우스》
- 1997년 MBC 일일연속극 《욕망》 … 윤희정 역
- 2019년 SBS 수목드라마 《빅이슈》 … 김흥순 역

### 영화
- 1989년 《미스 코뿔소 미스터 코란도》 … 미나 역
- 1989년 《마리화나》
- 1991년 《자전거를 타고 온 연인》
- 1994년 《연애는 프로, 결혼은 아마츄어》
- 1995년 《리허설》 … 승혜 역

### 예능
- 2019년 KBS1 《TV는 사랑을 싣고》 ... 게스트
- 2019년 MBN 《우리 다시 사랑할 수 있을까》 시즌1

### CF
- 1987년 오리온 투유 초컬릿 (1대 모델)
- 1989년 동아오츠카 포카리스웨트 (박영선 편)
- 1989년 빙그레 칼라파워
- 1989년 애경 럭스 (3가지 타입)
- 1989~1990년 데코라인퍼니처
- 1990년 후지필름
- 1990년 서광 까뜨리네뜨
- 1993년 롯데제과 롯데껌 (아세로라/마스카트/블루베리)
- 1993년 롯데제과 씨리얼 쵸코볼아이스
- 1993년 (주)경훈상사 칸타빌레

## 수상
- 1988년 모델 신인상
- 1989년 CF사진 부문 모델상
- 1990년 한국모델 베스트상
- 1992년 1992년 제 16회 황금촬영상 신인연기상
- 1993년 한국모델 베스트상 대상